# Chiesa della Compagnia di San Salvatore
La chiesa della compagnia di San Salvatore si trova in località Scrofiano, nel comune di Sinalunga, in provincia di Siena e diocesi di Montepulciano-Chiusi-Pienza.

## Storia e descrizione
Venne costruita a partire dal 1595.
La facciata ad intonaco evidenzia le ornamentazioni a mattoni, contraddistinte dai tre timpani triangolari sovrapposti, da cui si dipartono inferiormente due segmenti terminanti in volute.
L'interno, ad aula unica, ha sulla parete di fondo un arco a tutto sesto sostenuto da due colonne con capitello ionico; il retrostante coro segue l'imposta dell'arco con una volta a botte.

## Opere
- Annunciazione di Santi di Tito, dipinto (XVI secolo).
- Resurrezione di scuola fiorentina, dipinto (1600).
- Madonna del Rosario e santi attribuita a Rutilio Manetti, dipinto (XVII secolo).
- Madonna addolorata e santi dell'ambito di Ventura Salimbeni, dipinto (XVII secolo).
- Madonna della scodella di Correggio, dipinto (fine XVII secolo).